# Robert Parrish
Robert Reese Parrish, född 4 januari 1916 i Columbus, Georgia, död 4 december 1995 i Southampton, New York, var en amerikansk skådespelare, filmklippare och filmregissör.

## Utmärkelser
Parrish vann Oscar för bästa klippning 1948 för Kropp och själ.

## Roller i urval
- 1927 – Soluppgång
- 1930 – Män utan kvinnor
- 1930 – På västfronten intet nytt
- 1931 – Stadens ljus
- 1935 – Samhällets fiende no 1
- 1935 – Angivaren

## Regi i urval
- 1950 – Hämnaren slår till
- 1954 – Västerns vilda ros
- 1957 – Karibisk hamn
- 1967 – Casino Royale
- 1969 – Doppelganger
- 1974 – Skottpengar